# Plasmopara viticola
Plasmopara viticola, és l'agent causant del míldiu de la vinya. És un oomicet heterotàl·lic que sobreviu en forma d'oòspores en les fulles caigudes a terra i en el sòl. A la primavera, les oòspores germinen i produeixen macrosporangis, els quals sota condicions humides alliberen zoòspores. La pluja esquitxa les zoòspores a la part superior de la vinya, on neden i infecten els estomes. Després de 7-10 dies apareixen lesions a les fulles. Amb una meteorologia favorable, les lesions esporulen i es presenten noves infeccions secundàries.

## Descripció
Plasmopara viticola es considera el patogen més important i devastador de la vinya a Europa i Amèrica del Nord. Aquest fong va ser primer observat als Estats Units cap a 1834 i poc després va ser introduït a Europa, començant per França on segons els anys fa perdre el 50%, o més, de la producció de vi.
Els símptomes del míldiu de la vinya inclouen la necrosi de la tija i dels brots, decoloració incloent taques marrons (lesions) i puntes de color verd groguenc a les fulles. Els grans de raïm poden mostrar esporangis o micelis que apareixen com una capa de blanca a grisa en les fulles.
Aquest míldiu requereix condicions òptimes per a la seva reproducció i infecció. Cal un ambient calent i humit que no és el que predomina en un clima mediterrani, excepte en les tempestes d'estiu.

## Producció de fitoalexines
Delta-viniferin és una fitoalexina que es produeix en el raïm a continuació d'una infecció fúngica en la vinya per P. viticola.